# 原子力発電所運転責任者
原子力発電所運転責任者（げんしりょくはつでんしょうんてんせきにんしゃ）とは、一般社団法人原子力安全推進協会（旧　日本原子力技術協会）に申請し認定された者。

## 概要
- 原子力発電所において、原子炉運転員の監督および指導にあたる。

## 申請資格
- 電力会社の職員で、原子力発電所で働いており、運転責任者の準ずる者に限る（以下に該当する者）。
  - 実用原子力発電所の運転業務担当経験が7年（大学卒業者は5年、大学院修了者は4年、原子炉主任技術者は3年）以上で、かつそのうち1年（天然ウラン・黒鉛減速・炭酸ガス冷却型のものにあっては2年）以上の同型原子力発電所の運転経験があること。
  - 運転訓練センターで同型原子炉の上級運転員に関するシミュレーター訓練を、申請時点から過去3年以内に受けていること。

## 申請
- 社団法人火力原子力発電技術協会に申請する。認定手続きは運転実技試験、講習、口頭試験（学科、法令、管理能力）の順番である。また3年毎に更新することとなっている。